# مديرية السوادية

تعديل مصدري - تعديل

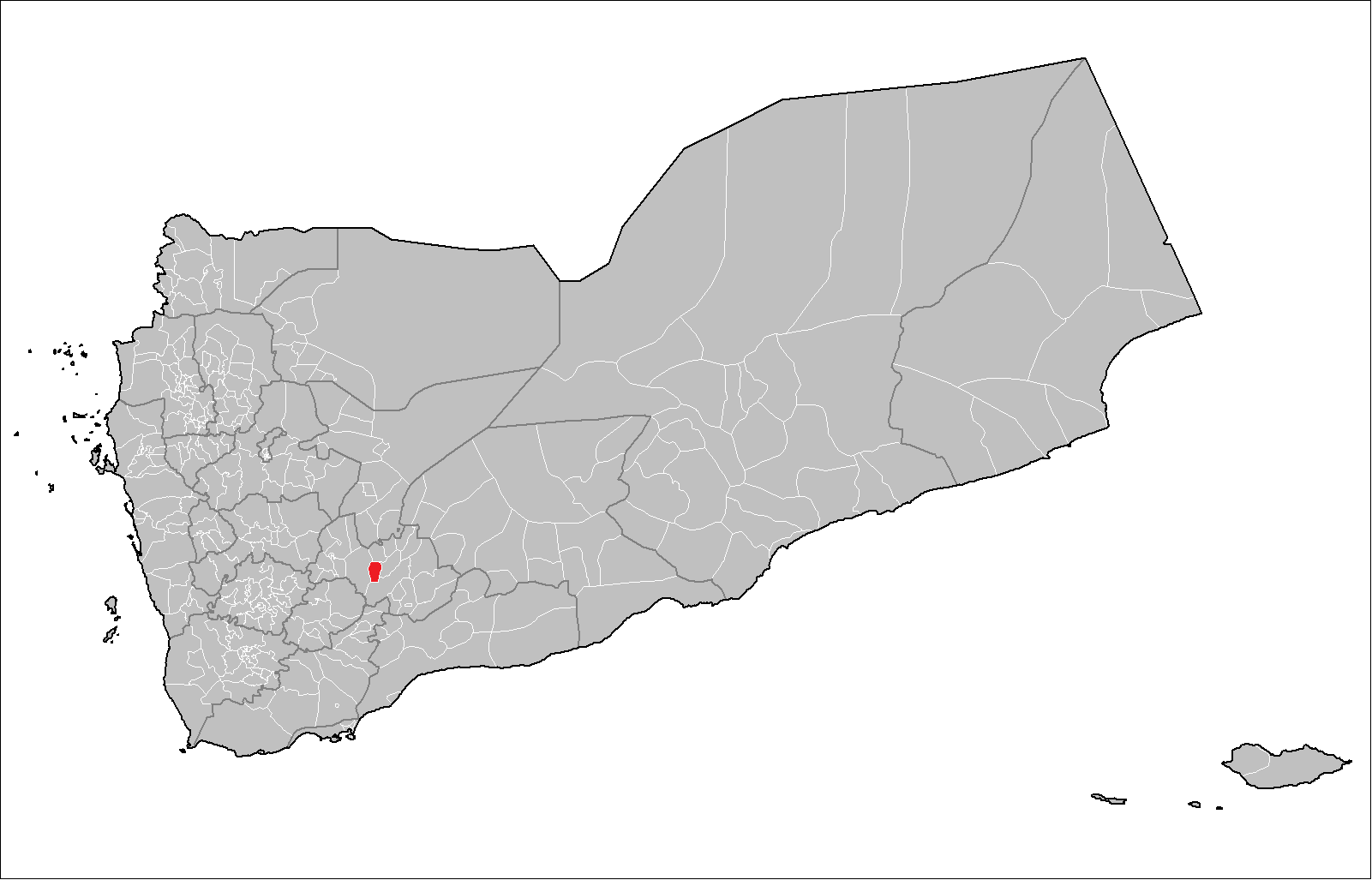
محدد ومعرّف لمديرية السوادية في اليمن

مديرية السوادية هي إحدى مديريات محافظة البيضاء في اليمن. بلغ عدد سكانها 26763 نسمة عام 2004.
مدينة السوادية من أهم المدن الواقعة ما بين مديرية البيضاء ومديرية رداع. أهلها يعتمدون على الزراعة ولكنها قلت في السنوات الأخيرة بسبب قلة الأمطار وقد هاجر الكثير منهم إلى العاصمة صنعاء وإلى المملكة العربية السعودية بسبب ضيق العيش في المدينة.
وأهل السوادية يتحدثون باللهجة البدوية القريبة من لهجة أهل الخليج ولهم عادات تشبه كثيرا عادات بدو الخليج.